# Ferrovia Como-Lecco
La ferrovia Como-Lecco è una linea ferroviaria della Lombardia gestita da RFI.

## Storia
La ferrovia nasce tra il 1875 e il 1888 come collegamento industriale tra le città di Como e Lecco, intersecandosi presso Merone con l'allora ferrovia Milano-Erba.
La tratta ferroviaria fra Como e Lecco venne aperta all'esercizio il 20 novembre 1888; sul lato comasco si dirama dalla preesistente Milano-Chiasso presso il P.M. Albate (ex-stazione di Albate-Camerlata), pochi chilometri a sud di Como.
Tra il 1907 e il 1911 vi si innesta la Ferrovia Monza-Molteno presso Molteno, in direzione Lecco.
Negli anni '60 viene avanzata l'ipotesi dell'elettrificazione, principalmente per disporre di locomotori elettrici di maggiore potenza nel settore merci (date le pesanti masse trasportate), settore a quei tempi preminente per la linea; allora il traffico merci veniva infatti svolto tramite convogli di brevissima lunghezza poiché ancora trainati da poco performanti locomotive a vapore, nonché per le pendenze spesso fino al 16 per mille (con massimo del 18 per mille tra Como e Albate), altrimenti difficili da affrontare. In seguito tuttavia le motrici diesel permisero convogli merci più lunghi, e le discrete pendenze di alcuni punti del tracciato furono meglio affrontabili utilizzando talvolta più locomotive diesel insieme. Con gli anni '80, sia per il parziale trasferimento del traffico merci su gomma, sia per la chiusura di diverse industrie della zona, il traffico merci ferroviario andò via via diminuendo, e l'elettrificazione per il solo traffico passeggeri risultò così meno necessaria.
Nel 1981 le stazioni di Anzano del Parco e Sala al Barro-Galbiate vengono declassate a fermate (rimozione binario di incrocio-precedenza), e lo stesso accade nel 1986 per le stazioni di Albate-Trecallo, Brenna-Alzate, Moiana e Casletto-Rogeno.
Il tratto Molteno-Lecco fu riammodernato negli anni novanta in quanto percorso dai treni regionali in servizio sulla relazione Milano-Monza-Molteno-Lecco, con l'introduzione del Blocco elettrico manuale, segnali di protezione e avviso luminosi, elettrificazione dei deviatoi e il rifacimento dell'armamento.
Sulla tratta Albate-Molteno, rinnovata nel 2008, l'esercizio è sempre con Dirigente Movimento e la circolazione con Blocco Conta Assi. L'ordine di partenza viene dato dal capotreno (o dal macchinista per i treni merci, dove non c'è il capotreno).
Negli anni 2010 si pianifica la realizzazione di una nuova stazione per Camerlata, poco più a nord di quella esistente, più vicina alla stazione delle Ferrovie Nord Como Camerlata sita sulla ferrovia Milano Cadorna-Como Nord Lago, per costituire con essa un polo di interscambio tra le linee RFI e LeNord e i servizi di autobus. Il 13 giugno 2021 tale nuova Stazione unica di Camerlata è stata attivata. La precedente stazione di Albate-Camerlata è trasformata in posto di movimento con il nome di P.M. Albate.
Nel 2019 sono partiti i lavori per la realizzazione di 3 nuovi ACC (apparato centrale computerizzato) nelle stazioni di Molteno, Oggiono e Valmadrera e l'installazione del BCA (blocco conta assi) sulle tratte Molteno-Oggiono, Oggiono-Valmadrera e Valmadrera-Lecco, con pianificazione di telecontrollo per le stazioni di Oggiono e Valmadrera.
Durante l'autunno 2020, principalmente nell'ottica di realizzare servizi passeggeri senza cambi di treno (evitando rotture di carico) sulla tratta composta Varese-Mendrisio-Como-Lecco (con anche il fine di collegarsi all'aeroporto di Malpensa e al Ticino più interno), viene prima annunciata e poi smentita l'elettrificazione della linea, in parte accantonata per altre priorità di spesa, ma anche valutando soluzioni alternative quali treni bimodali o ibridi – compreso l'utilizzo dell'idrogeno.
Il 6 maggio 2021 è stato previsto di finanziare l'elettrificazione tramite inserimento dell'opera nel Piano Nazionale di Ripresa e Resilienza, nell'ottica di approntare il progetto dell'elettrificazione nel 2022 ed iniziare i lavori nel 2023, i quali avranno termine nel 2026.
A fine 2023 sono state rifatte la massicciata e varie sopraelevazioni tra Molteno e Lecco.
Durante l'estate 2024, a causa di lavori che dovrebbero portare l'elettrificazione, il servizio ferroviario sulla linea è stato sospeso e sostituito da bus.

## Caratteristiche
|  |  | Unknown route-map component "v-CONTg" |

|  |  | Unknown route-map component "v-BHF" |

|  |  | Unknown route-map component "vSTR+lo-STR" | Unknown route-map component "CONTfq" |

|  |  | Unknown route-map component "vBHF" |

|  |  | Unknown route-map component "vÜSTxl" |

|  | Unknown route-map component "CONTgq" | Unknown route-map component "vSTRr-STR" |  |

| Non-passenger station/depot on track |

| 41+679 |
| 36+778 |

| Unknown route-map component "CONTgq" | Unknown route-map component "ABZgr" |  |

| Unknown route-map component "SKRZ-Au" |

| Unknown route-map component "HSTeBHF" |

| Unknown route-map component "uexSTR+l" | Unknown route-map component "emKRZu" | Unknown route-map component "uexCONTfq" |

| Unknown route-map component "uexHST" | Station on track |  |

| Unknown route-map component "uexCONTr+g" | Straight track |  |

| Unknown route-map component "HSTeBHF" |

| Unknown route-map component "HSTeBHF" |

| Unknown route-map component "CONTgq" | Unknown route-map component "ABZg+r" |  |

| Station on track |

|  | Unknown route-map component "ABZgl" | Unknown route-map component "CONTfq" |

| Unknown route-map component "hKRZWae" |

| Unknown route-map component "HSTeBHF" |

| Unknown route-map component "HSTeBHF" |

| Unknown route-map component "CONTgq" | Unknown route-map component "ABZg+r" |  |

| Station on track |

| Unknown route-map component "uexKBHFa" | Station on track |  |

| Unknown route-map component "uexCONTr+g" | Straight track |  |

| Unknown route-map component "HSTeBHF" |

|  | Straight track | Unknown route-map component "uexCONTl+f" |

|  | Stop on track | Unused straight waterway |

|  | Station on track | Unknown route-map component "uexHST" |

|  | Straight track | Unknown route-map component "uexHST" |

|  | Unknown route-map component "hKRZWae" | Unknown route-map component "uexhKRZWae" |

| Unknown route-map component "CONTgq" | Unknown route-map component "ABZg+r" | Unused straight waterway |

|  | Station on track | Unknown route-map component "uexKBHFe" |

| Continuation forward |

La linea ha una lunghezza di circa 42 km, per la gran maggior parte a binario unico e senza elettrificazione ma con intersecazione a linee elettrificate e a più fasci a Merone e Como Camerlata.
Il tratto da Como a Como Camerlata è in comune con la Ferrovia Milano-Chiasso, elettrificato e a doppio binario; invece il tratto presso la Stazione di Merone è in comune con la Ferrovia Milano-Asso elettrificata e a semplice binario.
Pur avendo punti di inizio e fine a livello altimetrico molto vicino (intorno ai 220 metri s.l.m), affronta nel tragitto tanti dislivelli, con culmine intorno ai 360 metri s.l.m. tra Cantù e Brenna-Alzate, che comporta una pendenza massima del 18 per mille (in salita da Como ad Albate Camerlata), e spesso livellette del 16 per mille (ad esempio in salita da Camerlata a Cantù e Brenna-Alzate, e da qui in discesa verso Moiana).
Tra Albate e Lecco le stazioni con binario d'incrocio presenti sulla linea sono quelle di Cantù, Merone, Molteno, Oggiono e Valmadrera. Le stazioni dotate di sottopassaggio pedonale sono quelle di Merone, Valmadrera, Oggiono, Molteno e Como Camerlata.

### Opere d'arte
Il ponte metallico che consente l'attraversamento dell'Adda, situato fra Galbiate e il quartiere lecchese di Pescarenico, venne progettato e realizzato fra il 1886 e il 1888 utilizzando travi a doppia T, e per le pareti laterali un traliccio a maglia diagonale. Per la costruzione delle fondamenta, considerata la profondità, venne utilizzato il sistema all'epoca all'avanguardia delle fondazioni pneumatiche. Nonostante il ponte sia uscito sostanzialmente indenne dai conflitti mondiali, nel 1958 vennero rinforzate le spalle e i piloni e la struttura venne sostituita da un nuovo ponte a via superiore.

## Traffico
La linea è percorsa da treni regionali Trenord sulle relazioni Como-Molteno e Como-Lecco, dai Treni suburbani S7 tra Molteno e Lecco.
Dal 2017 il servizio tra Como e Molteno viene normalmente espletato con ATR 115 e ALn 668, mentre tra Molteno e Lecco già da qualche anno venne svolto principalmente con gli ATR 125 "Besanino" della linea S7 (con la saltuaria presenza di qualche ATR 115).
Sul finire dell'inverno 2019-2020, durante la pandemia da COVID-19, il servizio passeggeri tra Como e Lecco – diretto quanto tramite cambio in Molteno – ha subito un dimezzamento delle corse, particolarmente sentito tra Como e Molteno; tale situazione si è protratta inaspettatamente oltre il periodo di massimo blocco, con reintroduzione dei treni cancellati solo parziale nel corso di giugno, suscitando così il malcontento dei passeggeri abituali.
Con il cambio orario del 14 settembre 2020 il servizio è tornato infine al regime pre-COVID-19.

### Treni storici
Ciclicamente vengono effettuati dei treni rievocativi con materiale d'epoca – attraverso locomotive a vapore (GR640/GR740), diesel (D345/D445) e locomotive elettriche (E656/E626/E646) – che vengono chiamati "Lario Express". Tali treni si svolgono prevalentemente di domenica o giornate festive, collegando Milano a Como e Lecco.